# Geometry & Topology
Geometry & Topology is een internationaal, aan collegiale toetsing onderworpen wetenschappelijk tijdschrift op het gebied van de meetkunde en de topologie.
De naam wordt in literatuurverwijzingen meestal afgekort tot Geom. Topology.
Het wordt uitgegeven door Mathematical Sciences Publishers en verschijnt 4 tot 5 keer per jaar.
Het tijdschrift is opgericht in 1997 door een groep wiskundigen die ontevreden waren over de hoge kosten van de bestaande tijdschriften in hun vakgebied, die werden uitgegeven door grote, gevestigde uitgevers. Het tijdschrift was oorspronkelijk open access, maar tegenwoordig is de inhoud pas 3 jaar na publicatie gratis verkrijgbaar.